# Hans Halter (Theologe)
Hans Halter (* 2. November 1939 in Giswil; † 9. Januar 2024 in Sarnen) war ein schweizerischer römisch-katholischer Theologe und Sozialethiker.

## Leben
Halter studierte Philosophie und römisch-katholische Theologie in Chur und Bonn. 1965 wurde Halter zum katholischen Priester geweiht. Er war von 1965 bis 1968 hauptamtlicher Seelsorger in Zürich-Oerlikon. Von 1968 bis 1976 absolvierte er ein Doktoratsstudien an der Universität Bonn mit Spezialisierung in theologischer Ethik und wurde 1976 mit der Dissertation zur Frage nach dem Christlichen der christlichen Moral („Taufe und Ethos)“ promoviert.
Er war von 1977 bis 1990 Professor für Moraltheologie und Sozialethik an der Theologischen Hochschule Chur und von 1990 bis 2004 Professor für Katholische Theologie an der Universität Luzern (UHL) mit Schwerpunkt Sozialethik und bis 2004 Leiter des Institut für Sozialethik. Von 1995 bis 1997 war Halter Rektor der Universität Luzern sowie Dekan der Theologischen Fakultät sowie von 1997 bis 2000 Prorektor der UHL und von 2003 bis 2004 Prodekan der Theologischen Fakultät. Am 1. Oktober 2004 wurde er emeritiert.
Halter engagierte sich vielseitig und war Mitglied der Eidgenössischen Kommission für Aidsfragen (1988–94), Präsident der Programmkommission des Hilfswerks „Fastenopfer“ (1988–94), Mitglied der Arbeitsgruppe Bioethik der CH Nationalkommission Justitia et Pax (1989–95), 1994–95 Mitglied der „Eidgenössischen AG für Forschungsfragen am Menschen“ (1994–95), Mitglied der Subkommission „Ethische Probleme der Gentherapie“ der Schweizerische Akademie der Medizinischen Wissenschaften (SAMW) (1994–96), Präsident der regierungsrätlichen Kommission für Ausländer- und Integrationspolitik des Kantons Luzern (1997–2003) und Mitglied der Eidgenössischen Ethikkommission für die Gentechnik im ausserhumanen Bereich (1998–2006).
Mit seinen dem kirchlichen Lehramt widersprechenden Haltungen zur Homosexualität und zum Schwangerschaftsabbruch eckte Halter an. Der damalige Kardinal und spätere Papst Joseph Ratzinger habe ihn dazu aufgefordert, bestimmte Aussagen zu revidieren.

## Schriften (Auswahl)
- Migrationspolitik zwischen Abschottung und Multikulturalismus, Schwabe, Basel 2000
- Ökologische Theologie und Ethik. 2 Bände, Verlag Styria, Graz 1999 (mit Wilfried Lochbühler).
- Christliche Politik und soziale Verantwortung, Sozialinstitut der KAB Schweiz, Zürich 1996
- Leben dürfen, sterben müssen, Kanisius-Verlag, Freiburg [Schweiz] 1994
- Taufe und Ethos. Paulinische Kriterien für das Proprium christlicher Moral (Freiburger Theologische Studien 106), Herder, Freiburg i. Br. 1977